# Flachau
Flachau je rakouská obec ve spolkové zemi Salcbursko, okrese St. Johann im Pongau.

## Poloha
Flachau se nachází v oblasti Pongau (okres St. Johann im Pongau) v Salcbursku. Leží v Radstadtských Taurách v nadmořské výšce 920 m. Kolem obce prochází dálnice A10. Sousedními obcemi jsou Altenmarkt im Pongau, Eben, Hüttau, Wagrain, Kleinarl, St. Johann, Untertauern, Zederhaus a Tweng.
Obec je tvořena místními částmi Feuersang, Flachau, Höch, Reitdorf a Flachauwinkl.

## Historie
Až do 19. století bylo Flachau hutnickým centrem Pongau. V současnosti tuto činnost dokládá jen několik místních názvů.

## Kulturní a historické památky

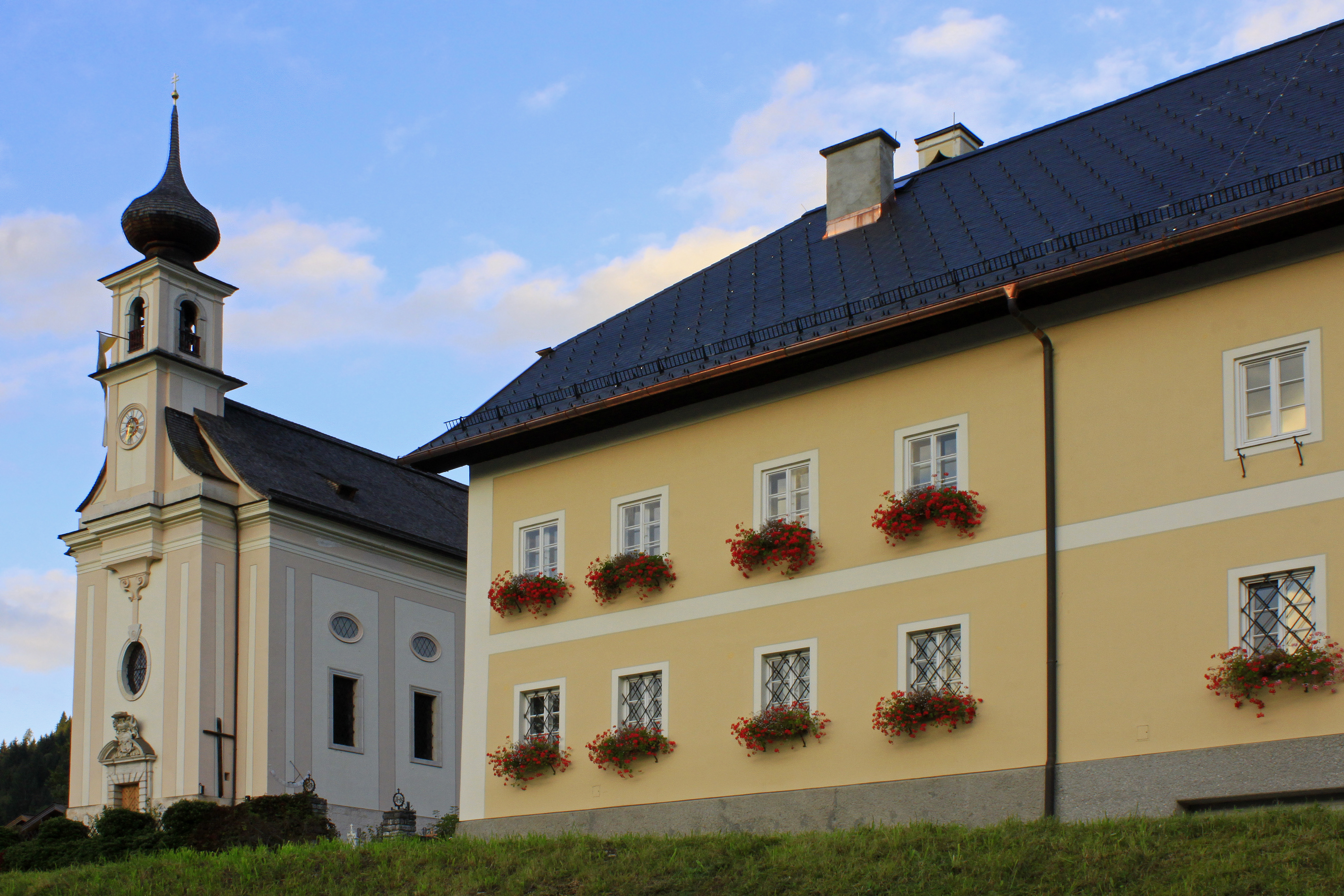
Farní kostel s farou

- Farní kostel Flachau založený roku 1722 za knížete-arcibiskupa Františka Antonína z Harrachu. Zajímavý je oltářní obraz od Johanna Michaela Rottmayra
- Zámek Höch, renesanční zámek původně z 11. století

## Lyžařské středisko
Ve Flachau se nachází sjezdařský areál, který je součástí Ski amadé – jednoho z největších lyžařských středisek v Rakousku. Konají se tu závody Světového poháru v alpském lyžování.

## Osobnosti
Nejznámější osobností pocházející z Flachau je lyžař Hermann Maier (* 1972), několikanásobný mistr světa a olympijský vítěz. Poté, co vyhrál olympiádu, byla po něm pojmenována ulice a když v roce 2009 ukončil svou sportovní kariéru přibyly v obci i náměstí Herrmanna Maiera a jeho socha.
- Kaspar Steger, zemský hejtman (1780–1858), velitel radstatské domobrany proti francouzsko-bavorské armádě v roce 1809
- Karl Schnell (* 1954), lékař a politik, poslanec Salcburského zemského sněmu za FPÖ
- Claudia Riegler (* 1973), snowboardistka (vítězka světového poháru, mistryně světa v paralelním obřím slalomu v roce 2015)
- Alexander Maier (* 1974), snowboardista (vítěz světového poháru, medailista v SBX 2001)
- Manuela Riegler (* 1974), snowboardistka (vítězka světového poháru, mistryně světa v paralelním obřím slalomu 2005)
- Manuel Kramer (* 1989), lyžař (juniorský mistr světa v Super-G)